# جايسون هاريس (شخصية أعمال)
جايسون هاريس (بالإنجليزية: Jason Harris)‏ هو شخصية أعمال أمريكي، ولد في 1971 في فيرفاكس في الولايات المتحدة.